# Pão de abelha

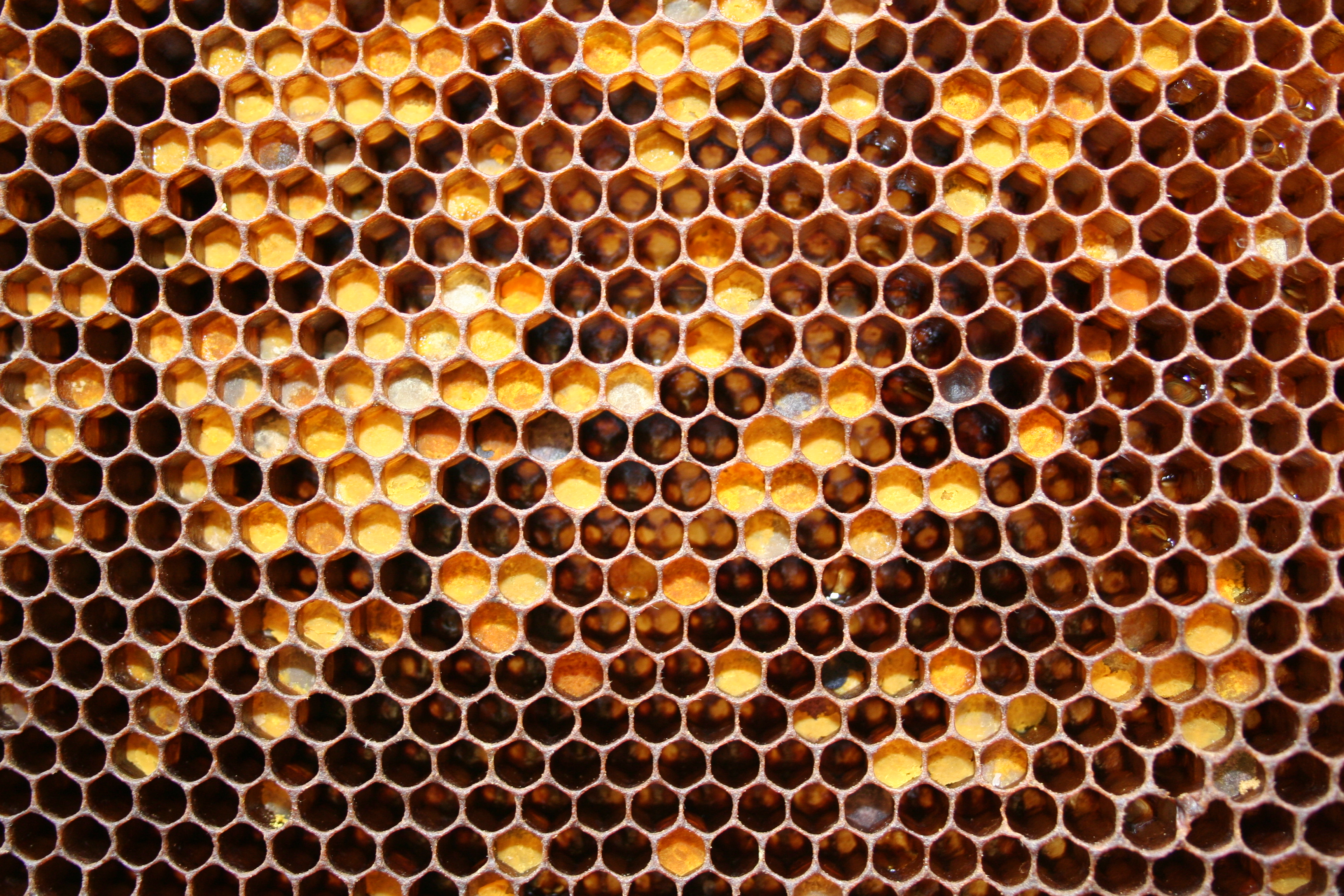
Células de um favo com conteúdo de coloração amarela indicando o Pão de abelha.

O pão de abelha é o pólen coletado e armazenado pelas abelhas do gênero Apis nos favos, através da regurgitação de mel ou outras secreções glandulares, os quais ajudam na preservação contra micro-organismos nocivos. Tal alimento possui nutrientes essenciais na dieta da abelha.

## Características
O néctar, transformado em mel, é fonte de carboidratos e o pólen é a principal fonte proteica. Dessa maneira, há uma melhora na digestibilidade do pólen e no seu valor nutritivo . 
A conversão de pólen para pão de abelha e suas alterações bioquímicas é o resultado de uma ação microbiana, principalmente do ácido láctico e da fermentação provocada por bactérias e leveduras, reduzindo o pH . A origem da planta da qual foi coletado tal pólen influencia o valor nutricional do mesmo . 

O pão de abelha contém mais açúcares redutores do que o pólen, comparando-se com uma mesma espécie de planta . Este também é superior ao pólen coletado pelas abelhas quando comparado aos valores de proteína na hemolinfa dessas abelhas alimentadas com estes materiais .